# Kościół bł. Bogumiła w Gnieźnie
Kościół błogosławionego Bogumiła w Gnieźnie – rzymskokatolicki kościół parafialny należący do parafii pod tym samym wezwaniem (dekanat gnieźnieński II archidiecezji gnieźnieńskiej). Znajduje się na gnieźnieńskim osiedlu Ustronie.

## Historia
3 czerwca 1979 papież Jan Paweł II poświęcił w czasie podróży apostolskiej do Gniezna kamień węgielny pod budowę świątyni. Kościół został zbudowany w latach 1981–1989 według projektu architekta Aleksandra Holasa. Wzniesiona w stylu modernistycznym świątynia zaplanowana została na rzucie dwóch półkoli o zasadniczej konstrukcji żelbetowo-stalowej. Swoją formą przypomina ścięty stożek. Kościół jest dwupoziomowy – w dolnej części są umieszczone: kaplica poświęcona Matce Boskiej Częstochowskiej, oratorium dla młodzieży, harcówka, salka Liturgicznej Służby Ołtarza, punkt charytatywny, parafialna Caritas, pomieszczenia gospodarcze i zakrystia. We wnętrzu świątyni może się zmieścić 2 tysiące wiernych. Nawa jest jednoprzestrzenna, jako układ centralny posiada dobrą widoczność ołtarza ze wszystkich stron. Murowane prezbiterium jest zamknięte półkolistą absydą. Wystrój ołtarza i świątyni są współczesne, w oknach są wprawione nowoczesne witraże. Wysoka wieża jest zwieńczona dużym, jednotonowym krzyżem. W kościele są umieszczone: pomnik św. Jana Pawła II, relikwiarz i płaskorzeźba bł. Bogumiła, a obok niego znajduje się dzwonnica z dzwonami: Bogumił (650 kg), Stefan (350 kg) i Józef (260 kg). 10 czerwca 1989 świątynia została uroczyście konsekrowana.

## Organy
W latach 80. podczas budowy kościoła starano się pozyskać organy piszczałkowe. W 1987 miejscowy organista, dowiedział się o możliwości pozyskania w Kiszkowie organów. Instrument ten pochodził z 1892 i został zbudowany przez firmę "Ed. Wittek" dla kościoła ewangelickiego i był w fatalnym stanie ogólnym. Pomimo uszkodzeń podjęto próbę jego odbudowy i dzięki zaangażowaniu organmistrza Bernarda Berndta udało się uratować kontuar, trakturę, oraz piszczałki sekcji pedałowej, II manuału, a także głosy Principal 8', Hohlflote 8' oraz Octave 4'. Nowy prospekt został wykonany przez kościelnego parafii bł. Bogumiła, a braki w poszczególnych głosach zostały uzupełniane przez piszczałki z innych instrumentów, przez co jego brzmienie nie jest wyrównane. Instrument jest nadal (stan na 2020) używany do akompaniamentu w czasie liturgii.